# Ana de Hungría (1226-1285)
Ana de Hungría (1226-1285) era una princesa húngara del siglo XIII que fue dada en matrimonio al príncipe ruso Rostislav Mijaílovich que huyendo al exilio en Hungría ocupó varios cargos relevantes en el aparato administrativo del Reino húngaro.

## Biografía
Ana nació cerca de 1226 como hija del rey Bela IV de Hungría y su esposa María Láscarina. Entre sus hermanas se hallaban Santa Cunegunda de Polonia, Santa Margarita de Hungría, la beata Yolanda de Polonia y la beata Constanza de Hungría.
Durante la invasión tártara al reino húngaro en 1241, la princesa escapó junto a su familia a la isla de Trogir donde hallaron un santuario mientras las fuerzas mongolas se retiraban. Luego de que el duque Rostislav Mijailovich de Galitzia no consiguió consolidar su poder, perdió una batalla contra los tártaros en 1243, tras lo cual se apresuró a reunirse con el rey Bela IV de Hungría se alió con el monarca. En este sentido, el Duque se mudó a la corte húngara, donde según los deseos del rey tomó por esposa a su hija la princesa Ana de 17 años de edad. De esta unión nacieron:
- El Duque Bela de Moesia (1243-1272)
- El príncipe Miguel (1245 –1270), posteriormente el gobernador de Bosnia.
- La Princesa Ana (1245 - ?), esposa de Miguel Asen I, zar de Bulgaria, y posteriormente esposa de Kaliman Asen II zar de Bulgaria.
- La Princesa Isabel (?–1272), esposa del Nádor de Hungría Mojs.
- La princesa Cunegunda (1245–1285), esposa del rey Otakar II de Bohemia.
- La princesa Agripina (1248–1296), esposa del Duque Leszek II el Negro de Polonia.
- La princesa Margarita (1250–1290), quien se volvió monja.

El rey Bela IV nombró entonces Duque de Eslavonia y de Moesia al esposo de Ana, Rostislav, confiándole las regiones del Sur del reino. Esto y la tensión surgida entre húngaros y búlgaros fue utilizado por Rostislav para tomar el título de zar de Bulgaria; sin embargo, sus pretensiones a ese trono jamás fueron reconocidas por los búlgaros. Luego de la muerte de su esposo en 1262, Ana regresó a vivir a la corte de sus padres llevándose consigo a sus hijos. El rey húngaro también le otorgó a los hijos de Ana importantes posiciones, y a sus hijas las entregó en matrimonio a personajes importantes de otras naciones.
En la década de 1260 se agudizaron los conflictos entre el rey Bela IV y su hijo el príncipe Esteban, los cuales condujeron posteriormente a una guerra armada entre los dos. La princesa Ana no sentía mucho aprecio por su hermano Esteban, quizás porque éste le había quitado la fortaleza de Fűzér durante sus luchas contra su padre Bela IV. Durante las prolongadas guerras entre el rey y su hijo heredero, la princesa Ana se convirtió en una de las líderes opositoras de su hermano en la corte húngara. La princesa "reunió los miembros de la familia que sentían respeto y fidelidad por el jefe familiar y rey". 
Antes de la muerte del rey Bela IV, el monarca checo le ofreció a Ana su protección como si fuese la más apreciada de sus hijas. El rey Bela IV falleció el 3 de mayo de 1270 y la princesa viuda escapó con los tesoros más valiosos de la corte huyendo hacia Bohemia. El ejemplo de la princesa fue seguido por todos los fieles de su padre fallecido, quienes temían a la venganza del nuevo rey Esteban V, hijo de Bela IV. El hijo mayor de Ana por ejemplo, perdió el título de Duque de Macsó, puesto que pertenecía al partido de su madre y su abuelo. Entonces la princesa Ana se dirigió al papa Urbano IV atestiguando las ofensas cometidas contra ella y sus hijos, pero no obtuvo una respuesta satisfactoria. Su hermano menor, finalmente llegó a un acuerdo con el rey checo, donde los tesoros podían permanecer en Bohemia; sin embargo era preciso que fuesen enviados de regreso todos los nobles que habían escapado y que fuesen entregados a manos de Esteban V.
De esta forma, en 1273 la princesa Ana regresó a la corte húngara, donde posteriormente hizo las paces con su hermano el rey: entre 1274 y 1275 ella se ocupó en persona de la administración de los territorios de Macsó. Ana también cuidó y protegió a su sobrino, Ladislao, el hijo de Esteban hasta cerca de 1275.
La princesa Ana falleció cerca de 1285, en lugar y circunstancias desconocidas.